# Казе Санта Марија ин Дуно (Болоња)
Казе Санта Марија ин Дуно (итал. Case Santa Maria in Duno) је насеље у Италији у округу Болоња, региону Емилија-Ромања.
Према процени из 2011. у насељу је живело 23 становника. Насеље се налази на надморској висини од 9 м.